# Sărata-Galbenă
Sărata-Galbenă es una comuna y pueblo de la República de Moldavia ubicada en el distrito de Hîncești.
En 2004 la comuna tiene 5695 habitantes, de los cuales 4279 son moldavos y 1276 son ucranianos. La población de la comuna se distribuye entre cinco pueblos:
- Sărata-Galbenă (pueblo), 4790 habitantes;
- Brătianovca, 414 habitantes;
- Cărpineanca, 199 habitantes;
- Coroliovca, 91 habitantes;
- Valea Florii, 201 habitantes.

Se conoce la existencia de la localidad desde el siglo XV.
Se ubica 10 km al sur de Hîncești sobre la carretera R34.